# Kaho
Kaho Indō (印東 夏帆 Indō Kaho?,  Tokio, 30 de junio de 1991), conocida por su nombre artístico de Kaho (夏帆?), es una actriz y modelo japonesa, afiliada a Stardust Promotion. De 2004 a 2007, Kaho fue la undécima Mitsui ReHouse Girl. En 2008, ganó un premio en la categoría de "Mejor talento nuevo" en el Festival de Cine de Yokohama por su actuación en la película Tennen Kokekkō.

## Filmografía

### Televisión
- My Life After Her Death (2004)
- Socrates in Love (2004)
- Keitai Deka Zenigata Rei (2004–2005)
- Queen of the Classroom (2005)
- Engine (2005)
- Primadam (2006)
- Adventures of the Super Monkey: Journey to the West (2006)
- 4 Shimai Tantei Dan (2008)
- Ikemen Sobaya Tantei (2009)
- Otomen (2009)
- Veterinarian Dolittle (2010)
- Kare, Otto, Otoko Tomodachi (2011)
- Diplomat Kosaku Kuroda (2011)
- Hitorishizuka (2012)
- Lucky Seven (2012)
- Minna! ESPer Dayo! (2013)
- Akuryo Byoutou (2013)
- To Give a Dream (2015)
- Kurosaki-kun no Iinari ni Nante Naranai (2015)
- Love Song (2016)
- Kidnap Tour (2016)
- Kamoshirenai Joyū tachi (2016), herself
- Rakuen (2017)
- Kakū OL Nikki (2017), Maki Fujikawa
- Tokyo Vampire Hotel (2017), K
- Kangoku no Ohimesama (2017), Shinobu Edogawa
- Sanpo suru shinryakusha (2017), Etsuko Yamagiwa
- The Many Faces of Ito (2017), Miki Jinbo (D)

### Películas
- Chiisaki Yūsha-tachi ~Gamera~ (2006)
- Tennen Kokekkō (2007)
- Kētai Deka (2007)
- Utatama (2008)
- Tokyo Girl (2008)
- Sunadokei]] (2008)
- Otomen (2009)
- Kinako (2010)
- Beautiful World (2012)
- Blindly in Love (2013)
- Time Scoop Hunter (2013)
- Puzzle (2014)
- Umimachi Diary (2015), Chika Kōda
- Pink and Gray (2016)
- Kōdai-ke no Hitobito (2016)
- Confession of Murder (2017)
- Itō-kun A to E (2018), Miki Jinbo (D)
- My Friend A (2018), Miyoko Fujisawa

## Premios y nominaciones
| Año  | Premio                          | Categoría               | Película | Resultado |
| ---- | ------------------------------- | ----------------------- | -------- | --------- |
| 2007 | Hochi Film Award                | Mejor artista nuevo     | Ganadora |           |
| 2008 | Premios de la Academia Japonesa | Mejor artista nuevo     | Ganadora |           |
| 2008 | Yokohama Film Festival          | Mejor artista nuevo     | Ganadora |           |
| 2016 | Premios de la Academia Japonesa | Mejor actriz de reparto | Nominada |           |